# Ensign (Kansas)
Ensign város az USA Kansas államában, Gray megyében. Lakosainak száma 166 fő (2020. április 1.).

## Népesség
A település népességének változása:

| 2010 | 187 |
| 2020 | 166 |